# 204. lovski polk (Wehrmacht)
Za druge 204. polke glej 204. polk.
204. lovski polk je bil lovski polk v sestavi redne nemške kopenske vojske med drugo svetovno vojno.

## Zgodovina
Polk je bil ustanovljen 20. julija 1942 z reorganizacijo 204. pehotnega polka in dodeljen 97. lovski diviziji.
Celotno vojno obdobje je preživel na vzhodni fronti, kjer se je boril proti Rdeči armadi.